# Галдер
Томас Руне Андерсен (на норвежки: Thomas Rune Andersen), със сценичен псевдоним Галдер (Galder), е норвежки композитор, китарист и вокалист, основател на норвежкия мелодичен блек метъл. Той е китарист в норвежката симфоничен блек метъл група „Диму Боргир“.

## Дискография

### Съвместно с Old Man's Child
- In the Shades of Life (1994)
- Born of the Flickering (1995)
- The Pagan Prosperity (1997)
- Ill-Natured Spiritual Invasion (1998)
- Revelation 666 – The Curse of Damnation (2000)
- In Defiance of Existence (2003)
- Vermin (2005)
- Slaves of the World (2009)

### В състава наДиму Боргир
- Puritanical Euphoric Misanthropia (2001)
- World Misanthropy (2002) (DVD)
- Death Cult Armageddon (2003)
- In Sorte Diaboli (2007)
- Abrahadabra (2010)

### Съвместно с Dødheimsgard
- Satanic Art (1998)